# Kiss Gergely (birkózó)
Kiss Gergely (Orosháza, 1983. november 6. –) szabadfogású magyar birkózó. Végzettsége közgazdász. Orosházai egyesületben edz. A 2008. évi nyári olimpiai játékokon szerepelt. Edzője Gulyás István, Jeszenszky László.  Európa-bajnokságon elért legjobb eredménye a 2006-os 7. helyezés.